# Central térmica del Besós

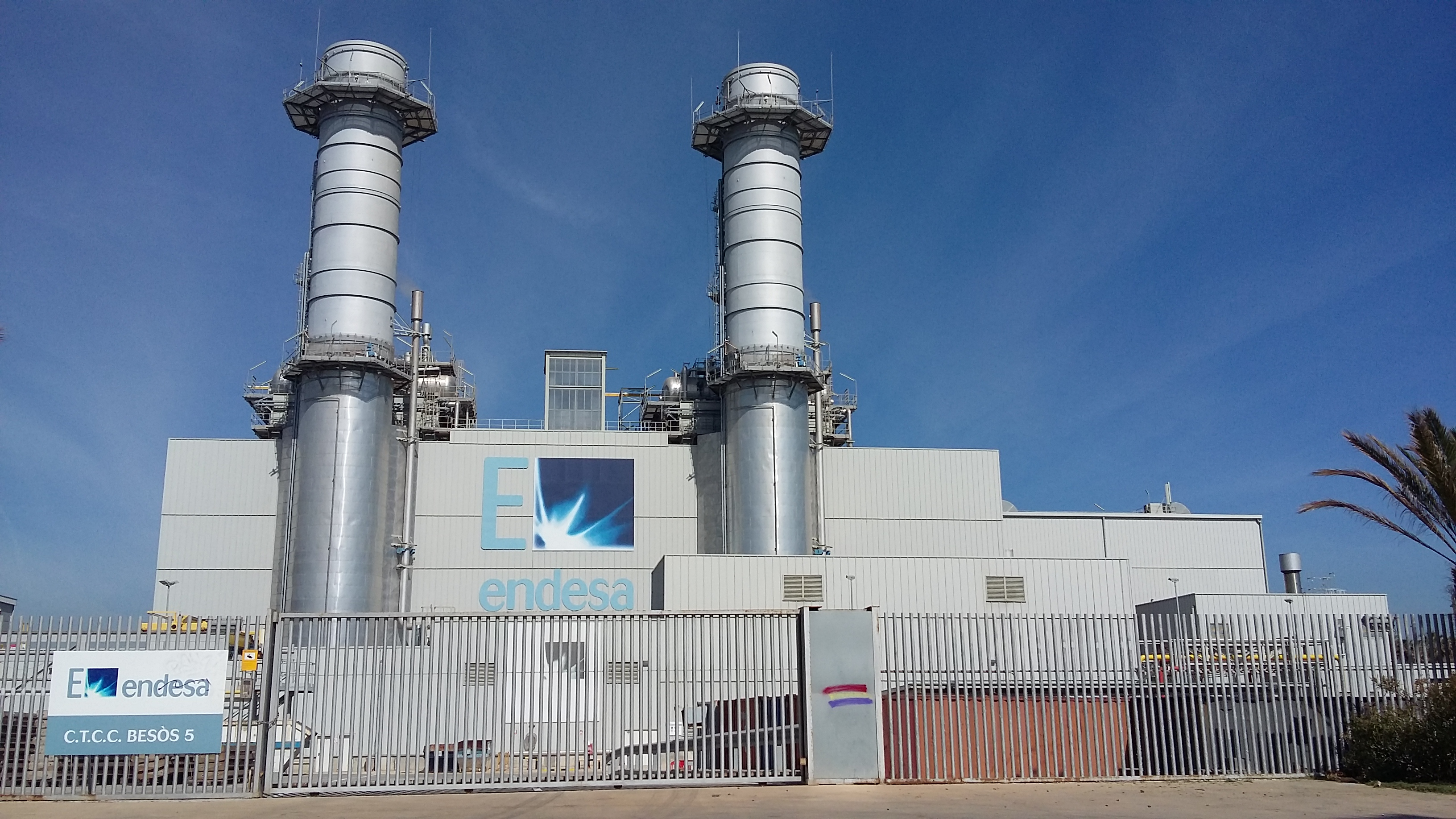
Central térmica Besós V.

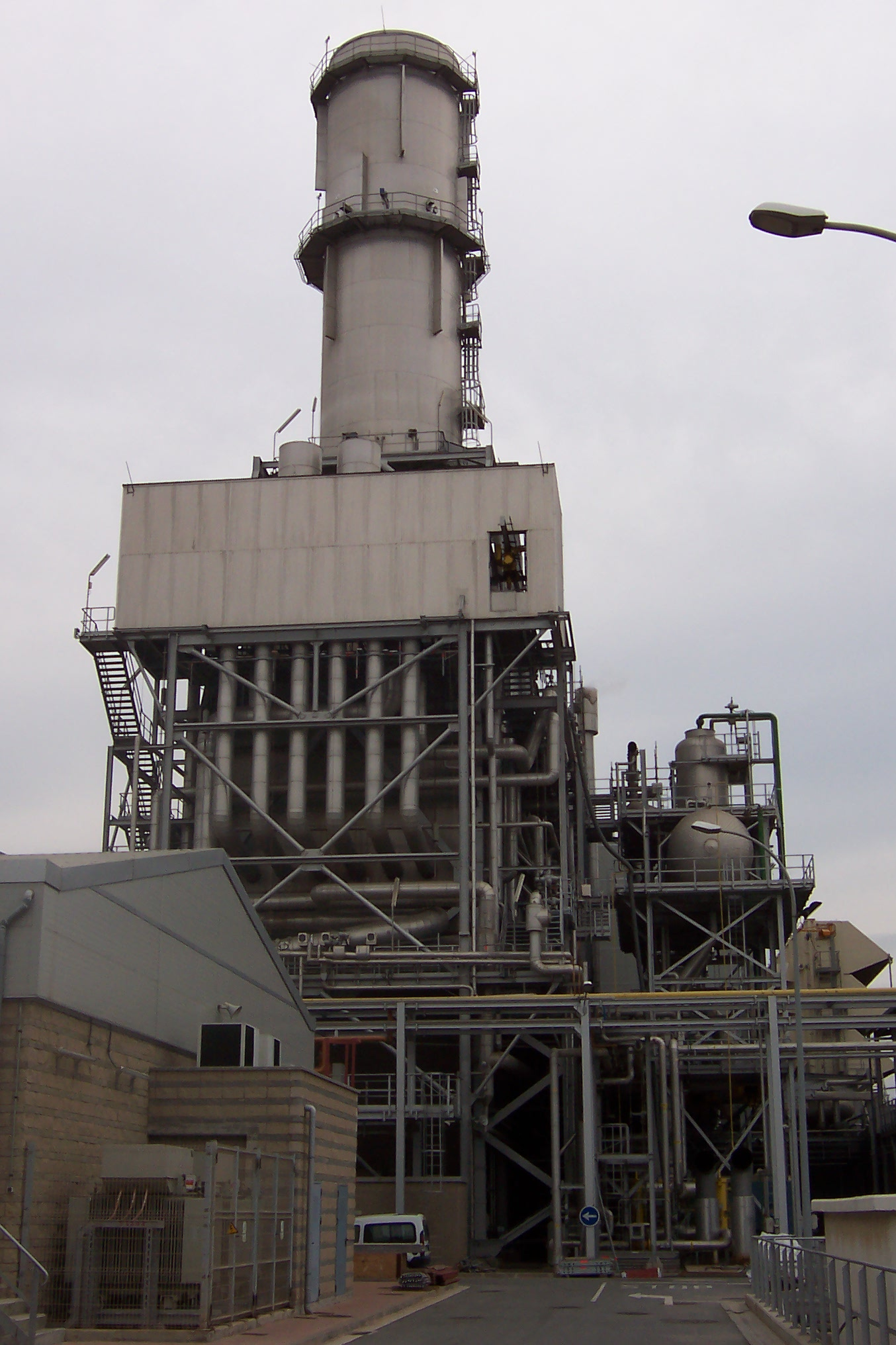
Central de ciclo combinado del Besós (Besós III y IV).

La "central térmica del Besós" es un complejo termoeléctrico situado en la orilla derecha de la desembocadura del río Besós, en el término municipal de San Adrián de Besós, en la provincia de Barcelona (España). Las instalaciones integran dos centrales: la ciclo combinado Besós III / Besós IV (propiedad de Endesa y Gas Natural Fenosa, respectivamente) y la ciclo combinado Besós V (Endesa). Los grupos actuales han sustituido a los de ciclo convencional previamente existentes (Besós I y II) que, a su vez, reemplazaron la central térmica original, de 1917.
No debe confundirse con la central térmica de San Adrián (popularmente conocida como "térmica de las tres chimeneas" o "las tres chimeneas"), ubicada también en San Adrián de Besós, pero al otro lado de la desembocadura del río.

## Central térmica de la Catalana (1917-1966)
En 1913 la compañía Catalana de Gas y Electricidad, popularmente conocida como «la Catalana», adquirió 300 000 m² de terreno en la ribera derecha de la desembocadura del Besós, entre el río y el Campo de la Bota, en el límite municipal de San Adrián de Besós con Barcelona, destinados a la construcción una central térmica de carbón, complementaria a la que ya tenía operativa en la avenida Vilanova de la ciudad condal. Un año antes, una de sus principales competidoras en el mercado eléctrico, la sociedad Energía Eléctrica de Cataluña, ya había inaugurado su propia central en la ribera izquierda del río Besós.
Las obras de construcción no se iniciaron hasta octubre de 1915. La central se conectó a la red el 25 de abril de 1917. Contaba con dos grupos de generación Oerlikon y turbinas Westinghouse-Leblanc, suministrando una potencia inicial de 12 MW. Estaba conectada a la central Vilanova con un cable subterráneo a 50.000 voltios, así como a la central hidroeléctrica del salto de Seira.
En 1921 se incorporaron dos turboalternadores Oerlikon y dos generadores de vapor Babcock & Wilcox, procedentes de la avenida Vilanova, que permitieron aumentar la potencia de la central a 14,6 MW. En 1928 la gestión de la planta pasó a la Cooperativa de Fluido Eléctrico (CFE), tras llegar a un acuerdo con Catalana de Gas y Electricidad para arrendar su patrimonio eléctrico. En 1930, con la instalación de un nuevo turboalternador Brown-Boveri de 20 MW, alcanzó los 34,6 MW, que la convirtieron en la central termoeléctrica con más potencia instalada de Cataluña, hasta los año 1950. Durante la Guerra Civil Española la central se convirtió en objetivo militar. El 12 de mayo de 1938 un bombardeo de la aviación legionaria sobre sus instalaciones provocó doce muertos.
En 1961 se instalaron dos nuevos grupos turboalternadores de 7 MW cada uno, procedentes de la desmantelada termoeléctrica de Adrall. En 1965 la central pasó a Hidroeléctrica de Cataluña (HECSA), sociedad que absorbió a CFE y se subrogó en el contrato de arrendamiento del patrimonio eléctrico de Catalana de Gas y Electricidad. La central de carbón de «la Catalana» se mantuvo operativa hasta 1966, cuando fue reemplazada por una instalación más moderna de fueloil.

## Térmica de ciclo convencional Besós I y II (1966-2003)
El 15 de julio de 1965 el Ministerio de Industria autorizó la construcción de la central térmica Besós, de ciclo convencional, propiedad de HECSA y Enher al 50 %. Las obras se iniciaron en octubre del mismo año, sobre el emplazamiento de la primitiva central de «la Catalana», que fue derribada. El primer grupo de la nueva central, denominado Besós I, se alimentaba con fueloil y tenía una potencia instalada de 150 MW, siendo considerado, en su momento, el grupo térmico de mayor producción en España. Se conectó a la red comercial el 19 de diciembre de 1967, pero la central no fue oficialmente inaugurada hasta el 7 de agosto del año siguiente, con la visita del Ministro de Industria, Gregorio López-Bravo.
El 25 de enero de 1968 el Ministerio de Industria dio luz verda a la ampliación de la central térmica Besós con un segundo grupo generador. HECSA y Enher constituyeron la sociedad Térmicas del Besós, S.A. (TERBESA), con un capital social de 850 millones de pesetas, para administrar la central y este segundo grupo, Besós II, que entró en servicio en 1972.
En los año 1990 TERBESA pasó a manos de Endesa, después que ésta adquiriese el control de Enher y HECSA. Siguiendo directrices medioambientales, en 2002 Endesa, con Gas Natural, pusieron en marcha dos nuevos grupos de ciclo combinado, Besos III y IV. En 2003, los antiguos grupos I y II cesaron su actividad y empezó su desmantelamiento, que culminó en 2007 con el derribo de su elemento más característico, la chimenea de 120 metros de altura.

## Térmica de ciclo combinado Besós III y IV (2002)
En el año 2000 se inició la construcción de los grupos Besós III y Besós IV, junto a los grupos I y II, con el objetivo de sustituirlos. Se trata de dos ciclos combinados gemelos e independientes, con una potencia instalada de 400 MW cada uno, que se reparten entre Endesa Generación (Besós III) y Gas Natural Fenosa (Besós IV). Su conexión a la red se produjo el 21 de junio de 2002.

## Térmica de ciclo combinado Besós V (2010)
En 2005 Fecsa-Endesa acordó con el ayuntamiento de San Adrián de Besós la sustitución de la central de San Adrián, ubicada en la orilla derecha de la desembocadura del Besós, por un nuevo grupo de ciclo combinado, menos contaminante, en la central térmica del Besós. En marzo de 2008 Endesa Generadora, S.A. obtuvo la autorización administrativa para instalar la nueva planta de 859 MW, bautizada como Besós V, junto a los grupos Besós III y Besós IV, en el lugar ocupado por los inactivos grupos Besos I y Besós II, que fueron derribados. En diciembre de 2010 entró en servicio Besós V.